# Правонарушение
Правонарушението е противоправно и противообществено виновно деяние, извършването на което е обикновено скрепено с юридическа санкция (но невинаги) или с други правни последици за нарушителя. Правонарушението е сложно обществено явление.
Правонарушението е пряка последица от съзнателната дейност на човека. Сложността на човешкото деяние се изразява в това, че неговата структура се формира от твърде различни по своя характер два основни елемента: първият обхваща неговата психическа страна, за това той се нарича психически елемент. Във формирането на психическата страна на деянието, разглеждана като явление, участват три елемента – мотивите, целта и решението:
1. Мотивите /подбудите/ са този психически процес, които има качествената характеристика на фактор, подтикващ човека към задоволяване на определена потребност, чрез набелязването на конкретна цел и евентуален избор, но начините, средствата и условията /място, време/ за нейното постигане. Сложността на този психически процес се изразява в две насоки:
- Първо отделните деяния имат не един-единствен мотив. Освен това отделните мотиви имат различно значение и роля като подтикващ фактор за произтичането по-нататък на конкретното деяние. Това дава основание те да се разделят на – главни, основни или решаващи и на второстепенни /подчинени или допълнителни/ мотиви.
- На второ място сложността, се изразява в това, че всеки мотив, влизащ в системата от мотиви на определено деяние, може да премине през различни стадии на развитие – влечение, стремеж, желание и искане.

2. Вторият елемент от психическата страна на деянието е целта. Целта на деянието е този психически процес, който има качествената характеристика на фактор, определящ направлението на деянието чрез избор и конкретна представа за неговия резултат и начини, средства и условия за неговото постигане. Целта може да бъде – една основна и други второстепенни. Те са взаимнообвързани помежду си и свързани с другите елементи на деянието.
3. Третият елемент е решението. С него завършва формирането на психическата страна и по-нататък започна произтичането на физическата. Решението представлява окончателният и твърд избор на целта и на начина, средствата и условията за нейното постигане, към който се прибавят и проявлението в необходимата степен волевия елемент да произтече физическата страна на деянието в съответствие избраната цел и начина, средствата и условията за нейното осъществяване. При формирането на решение най-голямо значение има т.нар. борба на мотиви.
Правонарушението е вид деяние притежаващо специфични признаци:
- противоправност на деянието, т.е. то е санкционирано от правна норма противообществено деяние, обикновено изразяващо се в неизпълнение на юридическо задължение (но невинаги);
- има противообществен характер – влияе на обществените отношения. Влиянието може да бъде положително и отрицателно. Деянията, с които се осъществяват правонарушението, имат характеристика на противообществени деяния;
- виновност на деянието – субективен елемент, който съдържа психическото отношение на извършителя към противообществения характер на деянието и неговите отрицателни обществени последици;
- забраненост с юридическа санкция – от обективна страна нарушава определено юридическо задължение, за което е предвидена юридичедско-санкционни последици. Забранеността се осъществява и с други охранителни мерки, каквито са принудителните мерки и защитните мерки.